# 巨蛇座NN
巨蛇座NN（NN Serpentis，NN Ser）是一個距離地球1670光年的食聯星，可能是激變變星。該系統是由紅矮星和白矮星各一組成。兩顆恆星軌道週期0.13日。

## 行星系統
2009年陳文聰推斷這個激變變星系統中伴星軌道的變化代表有最低質量介於0.0043到0.18倍太陽質量天體以30到285日週期環繞這個聯星系統。
2009年下半年錢聲幫等人宣稱在這個系統中發現一顆行星。錢聲幫團隊推論有一個最低質量10.7倍木星質量的天體以7.56年軌道週期運轉，距離約3.29天文單位。不過這個推論在之後更進一步觀測兩顆恆星相食時間而被推翻。
2009年下半年和2010年華威大學和谢菲尔德大学的英國團隊、哥廷根大学和蒂宾根大学的德國團隊、智利瓦爾帕萊索大學團隊、美國德克薩斯州大學奧斯汀分校團隊發現有兩顆氣體巨行星環繞巨蛇座NN聯星系統。
研究人員發現地球和巨蛇座NN系統位在同一個平面上，所以在地球上可觀測到較大的紅矮星每3小時7分鐘就會被白矮星掩食。天文學家因此可用如此頻繁的交食發現兩顆恆星軌道雖小但有明顯異常的變化，並確認是因為兩顆氣體巨行星的重力引起。質量較大的行星大約是6倍木星質量，公轉周期15.5年，另一顆行星約1.6倍木星質量，公轉周期7.75年。
| 成員 (依恆星距離) | 质量           | 半長軸 (AU)   | 轨道周期 (天)   | 離心率     | 傾角 | 半径 |
| ----------------- | -------------- | ------------- | --------------- | ---------- | ---- | ---- |
| c                 | 6.91 ± 0.54 MJ | 5.38 ± 0.2    | 5660 ± 165 days | 0          | —    | —    |
| d                 | 2.28 ± 0.38 MJ | 3.39 ± 0.1 AU | 2830 ± 130 days | 0.2 ± 0.02 | —    | —    |

## 外部連結
- http://exoplanet.eu/star.php?st=NN+Ser+%28ab%29 （页面存档备份，存于）
- UK Astronomers Help Find Snooker Star System （页面存档备份，存于）